# Philippe-Henry Dacoury-Tabley
Philippe-Henry Dacoury-Tabley (* 1948) ist ein Bankmanager aus der Elfenbeinküste. Er war bis Januar 2011 Gouverneur der Westafrikanischen Zentralbank (BCEAO) und gilt als persönlicher Freund von Laurent Gbagbo.

## Leben
Dacoury-Tabley war seit 1976 Mitarbeiter der BCEAO.
Sein Rücktritt als Gouverneur der BCEAO wurde von Alassane Ouattara erzwungen, weil er sich, im Zuge der Auseinandersetzungen um die Präsidentschaftswahlen, weigerte, Ouattara die Verfügungsgewalt über die Staatskonten zu überlassen. Er zwischen 23. Dezember 2010 und dem 17. Januar 2011 circa 150 Millionen Euro an Laurent Gbagbo überwiesen haben. Am 14. Januar setzte die Europäische Union Sanktionen gegen ihn in Kraft. Schließlich trat er am 22. Januar als Gouverneur der BCEAO zurück. Dacoury-Tabley selbst gab technische und praktische Umstände als Gründe dafür an die Verfügungsgewalt nicht an Ouattara übertragen zu haben.